# Западов, Александр Васильевич
Алекса́ндр Васи́льевич Западов (23 января [5 февраля] 1907 год, Кронштадт — 11 сентября 1997, Москва) — советский и российский литературовед, писатель. Доктор филологических наук (1959), профессор. Заслуженный деятель науки РСФСР (1980). Член Союза писателей СССР (1960).

## Биография
Родился в семье преподавателя гимназии. Начал печататься в 1925 году, работая в газете «Красный Кронштадт» (1925—1927).
В 1931 году окончил литературное отделение Ленинградского историко-лингвистического института (ныне — филологический факультет Санкт-Петербургского государственного университета), аспирантуру при нём (1933), ученик Г. А. Гуковского. В 1933—1935 — редактор ленинградского отделения издательства «Молодая гвардия». В 1939—1941 работал в ИРЛИ. В 1940 году защитил кандидатскую диссертацию «Журнально-сатирическая литература 1760—1790-х гг.». В 1941 был доцентом Курского пединститута, затем Львовского учительского института.
Участник Великой Отечественной войны. С июля 1941 — командир взвода 531-го артполка Ленинградского фронта. В дальнейшем воевал с этим полком на разных фронтах. В 1942 году вступил в ВКП(б). Закончил войну майором в должности помощника начальника оперативного отдела управления 1-го Дальневосточного фронта. Дважды ранен, контужен.
В 1945—1947 — доцент Удмуртского пединститута. В 1947—1954 годах преподавал на филологическом факультете ЛГУ. В конце 1940-х годов участвовал в партийных «проработках» инакомыслящих. Поэт и литературовед Е. Г. Эткинд позднее писал: «Помню темпераментное выступление А. В. Западова (когда-то один из любимых учеников Гуковского, он раньше многих предал учителя, а теперь выпустил книгу „В глубине строки“, посвященную его памяти); рассыпая цветы красноречия, он подробно говорил об антипатриотических извращениях в диссертации, об ошибке учёного совета, присудившего её автору кандидатскую степень».
В 1954—1961 годах был заведующим кафедрой истории русской литературы и журналистики МГУ; в 1963—1983 годах — заведующий кафедрой редакционно-издательского дела факультета журналистики. В 1959 году защитил докторскую диссертацию «Поэзия Державина».
Работал редактором московского издательства «Молодая гвардия».
Супруга — Любовь Ивановна Кулакова (1906—1972), литературовед, профессор ЛГПИ им. А. И. Герцена. Сын Владимир (1930—1998) — литературовед, специалист по истории русской литературы XVIII века; дочь Елена (1938—1991) — филолог-бирманист.
Похоронен на Миусском кладбище.

## Научная деятельность
Широкой известностью пользуются труды А. В. Западова, посвящённые творчеству русских писателей и поэтов XVIII века: М. В. Ломоносова, Г. Р. Державина, Н. И. Новикова, А. П. Сумарокова, М. М. Хераскова и других. За годы преподавания в вузах им прочитаны курсы теории литературы, истории древней литературы и русской литературы XVIII века, основ редактирования.
В работах рассматривались проблемы взаимодействия литературоведения и книговедения, выделялись комплексные методы исследования произведений и книжных форм их существования. Особое внимание уделялось рассмотрению сущности чтения как важнейшего социокультурного феномена.

## Основные работы

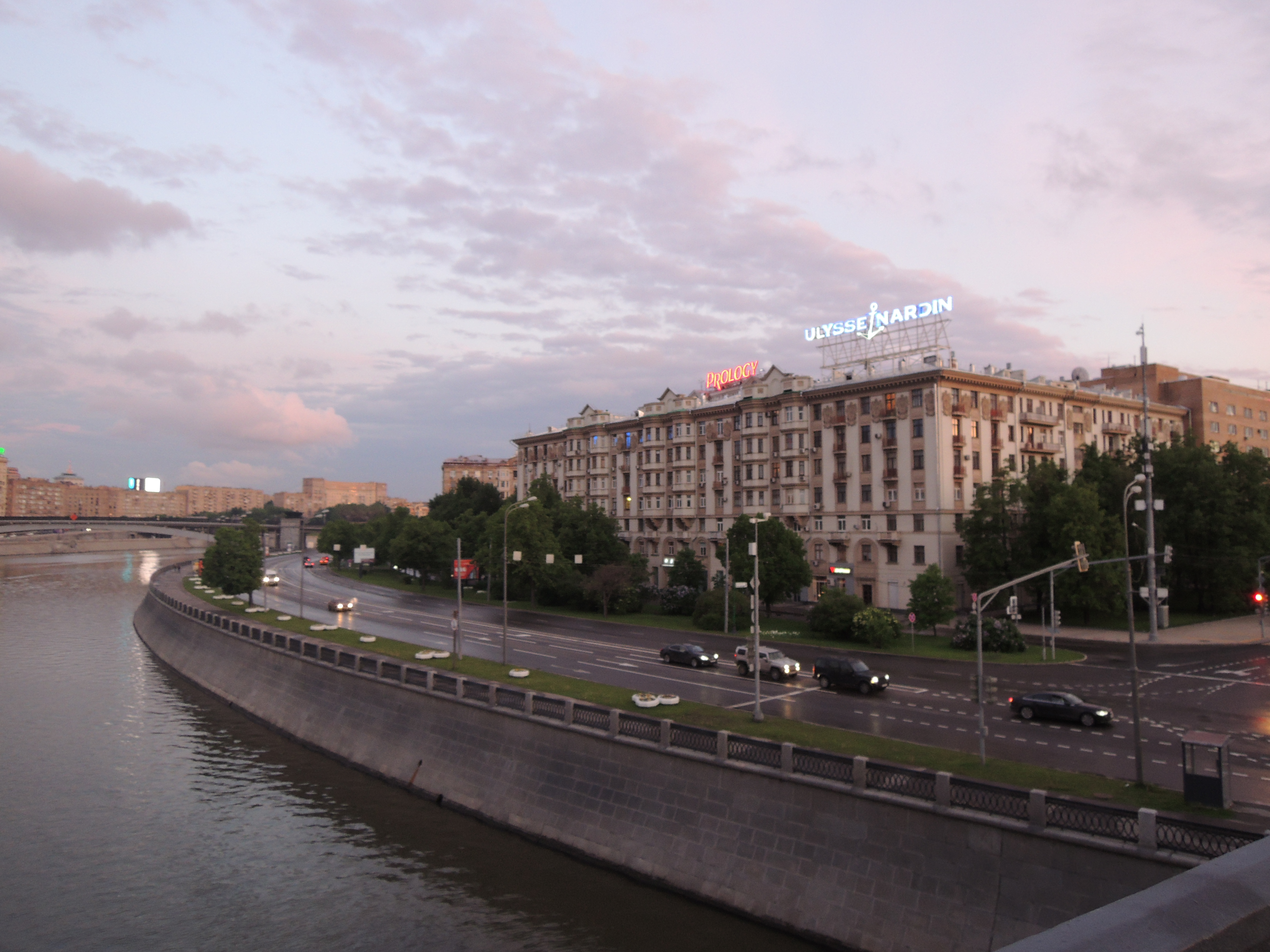
Кутузовский проспект, № 1/7 — жилой Дом издательства «Известия», архитектор Л. М. Поляков. Второй адрес: наб. Тараса Шевченко, 7. Здесь жил литературовед А. В. Западов

- Иван Андреевич Крылов. 1769—1844. — М.-Л.: Искусство, 1951. — 96 с. — (Русские драматурги. Научно-популярные очерки).
- Алёхина Е. М., Западов А. В. Аппарат книги. — М.: Искусство, 1957. — 100 с. — (В помощь редакционно-издательским работникам).
- Державин. — [М.]: Мол. гвардия, [1958]. — 236 с. — (Жизнь замечательных людей. Серия биографий; Вып. 5. (253)).
- Мастерство Державина. — М.: Сов. писатель, 1958. — 259 с.
- М. В. Ломоносов и журналистика: [к 250-летию со дня рождения М. В. Ломоносова. 1711—1961]. — М.: Изд-во Моск. ун-та, 1961. — 100 с.
  - То же. 2-е изд. — М.: Изд-во Московского ун-та, 2011. — 117 с.
- Отец русской поэзии: О творчестве Ломоносова. — М.: Сов. писатель, 1961. — 282 с.
- Русская журналистика XVIII века. — М.: Наука, 1964. — 224 с. — (Научно-популярная серия / Акад. наук СССР).
- Забытая слава: Историческая повесть [об А. Сумарокове]. — М.: Сов. писатель, 1965. — 352 с.
  - То же. М.: Сов. писатель, 1968. — 335 с.
- Новиков. — М.: Мол. гвардия, 1968. — 192 с. — (Жизнь замечательных людей. Серия биографий; Вып. 17 (441)).
- Мысль и слово: Из наблюдений над литературной работой В. И. Ленина. — М.: Сов. писатель, 1970. — 357 с.
  - То же. 2-е изд., доп. — [М.]: [Сов. писатель], [1973]. — 392 с.
  - То же. 3-е изд., перераб. — М.: Книга, 1977. — 181 с.
- В глубине строки: О мастерстве читателя. — М.: Сов. писатель, 1972. — 279 с.
  - То же. 2-е изд., доп. — М.: Сов. писатель, 1975. — 296 с.
- Опасный дневник: Историческая повесть [о С. А. Порошине] / [Ил. Ю. А. Хмелецкий]. — М.: Сов. писатель, 1974. — 359 с.
- Забытая слава: [Об А. П. Сумарокове]. Опасный дневник: [О С. А. Порошине]: Исторические повести / [Худож. Н. И. Гришин]. — М.: Сов. писатель, 1976. — 624 с.
- От рукописи к печатной странице: О мастерстве редактора. — М.: Сов. писатель, 1978. — 304 с.
  - То же. 2-е изд., перераб. и доп. — М.: Сов. писатель, 1982. — 303 с.
- Западов А., Соколова Е. Недочитанные строки: Книговедческие статьи и очерки. — М.: Книга, 1979. — 325 с.
- Поэты XVIII века: М. В. Ломоносов, Г. Р. Державин: Лит. очерки. — М.: Изд-во МГУ, 1979. — 311 с.
- Поэты XVIII века: А. Кантемир, А. Сумароков, В. Майков, М. Херасков: Лит. очерки. — М.: Изд-во МГУ, 1984. — 235 с.
- Подвиг Антиоха Кантемира: Исторический роман / [Рис. С. Соколова]. — М.: Сов. писатель, 1988. — 304 с.